# Fritz Moravec
Fritz Moravec (27. dubna 1922 Favoriten - 17. března 1997 Vídeň) byl rakouský horolezec a spisovatel s českými předky. Do historie se zapsal svým prvovýstupem na 8035 metrů vysoký Gašerbrum II.
Vyučil se automechanikem a následně studoval strojírenství na Technické univerzitě ve Vídni. Vztah k horám získal od svého otce, který pracoval v době první světové války v Itálii jako horský vůdce. V průběhu druhé světové války odešel bojovat na Kavkaz, kde byl zajat. Po propuštění v roce 1946 šel studovat psychologii a pedagogiku. Volný čas trávil v oblasti Gesäuse kde vedl horolezecké kurzy. Na rozdíl od otce se specializoval spíše na ledolezení. V 50. letech 20. století začal lézt v západních Alpách a v roce 1954 se poprvé dostal do Himálají kde zdolal sedmitisícový Saipal.
Jeho největší úspěch přišel v roce 1957, kdy spolu s Hansem Willenpartem a Josefem Larchem zdolal třináctou nejvyšší horu světa Gašerbrum II, současně byl i vedoucím této expedice. V roce 1959 vedl další expedici na osmitisícovku, tentokrát na Dhaulágirí. Tato expedice dosáhla výšky 7800 metrů, byla však důležitá pro úspěch malé expedice následujícího roku.
V 60. letech 20. století se zaměřil na vzdělávání, založil školu pro horolezce. Ta byla po jeho smrti přejmenována na Horolezeckou školu Fritze Moravce.